# خانواده گرنت
«خانوادهٔ گرنت» (انگلیسی: The Grants) ترانه‌ای از خوانندهٔ آمریکایی لانا دل ری است. دل ری و مایک هرموسا این ترانه را برای نهمین آلبوم خواننده، میدونستی که زیر بلوار اقیانوس تونلی هست (۲۰۲۳) نوشتند. دل ری به‌همراه درو اریکسون و زک داوز یکی از تهیه‌کنندگان این ترانه بود. این ترانه در ۱۴ مارس ۲۰۲۳ به‌عنوان سومین تک‌آهنگ از آلبوم از طریق اینترسکوپ و پالیدور رکوردز  منتشر شد.

## زمینه و انتشار
در ۷ دسامبر ۲۰۲۲، لانا دل ری، خواننده-ترانه‌سرای آمریکایی گفت نهمین آلبوم استودیویی او، میدونستی که زیر بلوار اقیانوس تونلی هست، قرار است در اوایل سال ۲۰۲۳ منتشر شود برای همراهی با این اعلامیه، او آلبوم را برای پیش‌سفارش در دسترس قرار داد و قطعهٔ هم‌نام با آلبوم، «میدونستی که زیر بلوار اقیانوس تونلی هست» را به‌صورت تک‌آهنگ منتشر کرد.
دل ری طرح روی جلد و فهرست قطعات آلبوم را در ماه بعد اعلام کرد. به غیر از ترانه هم‌نام با آلبوم که دومین عنوان در فهرست است، ترانه‌ای به‌نام «A&W» به‌عنوان قطعهٔ چهارم و «خانوادهٔ گرنت» به عنوان قطعهٔ افتتاحیهٔ آلبوم مشخص شدند. «A&W» تک‌آهنگ بعدی آلبوم بود که در ۱۴ فوریهٔ ۲۰۲۳ منتشر شد، و «خانوادهٔ گرنت» سومین تک‌آهنگ بود. دل ری آن را در ۱۴ مارس منتشر کرد.

## موسیقی و شعر
«خانوادهٔ گرنت» توسط دل ری در کنار مایک هرموسا نوشته شده‌است. این ترانه حول آکوردهای ملایم پیانو در کنار آواز پس‌زمینه هم‌صداکننده است. این ترانه یادآور موسیقی گاسپل است ملودی پری، پتی هاوارد و شیکنا جونز صداهای پس‌زمینه را می‌خوانند. این سه در فیلم مستند ۲۰ قدم تا ستاره بودن (۲۰۱۳) حضور داشتند که بر زندگی خواننده‌های پس‌زمینه متمرکز بود. ترانه با تلاش آن‌ها برای خواندن آواز هم‌صدا آغاز می‌شود.
در «خانوادهٔ گرنت»، دل ری از طریق اشعار، آهنگسازی تحت تأثیرِ موسیقی گاسپیل را تقویت می‌کند. او از تصویرسازی ذهنی مذهبی برای مخاطب قرار دادن یک معشوقه یا یکی از اعضای خانواده اش استفاده می‌کند که ممکن است به زودی از زندگی او ناپدید شوند و می‌گوید که همیشه خاطرات خود از آن‌ها را به یاد می‌آورد:
به بهشت فکر می‌کنی؟ به من فکر می‌کنی؟
 کشیشم به من گفت: «وقتی بمیری، تمام چیزی که با خودت می‌بری خاطراتت است.»
 و من قراره چیزی از تو که مال منه رو با خودم ببرم.
دل ری در مصاحبه با بیلبورد گفت که بخش عمدهٔ آلبوم او حول مسائل خانوادگی او می‌چرخد. «خانوادهٔ گرنت» برگرفته از نام خانوادگی دل ری است. نام اصلی دل ری، الیزابت گرنت است. این ترانه به عمویش اشاره می‌کند که طی صعود به کوه‌های راکی درگذشت و از طریق اشعار «مانند 'بلندی کوه راکی' / جوری که جان دنور می‌خواند» به آن اشاره می‌شود. چکامه‌ای برای سایر اعضای خانواده او در بریج یافت می‌شود:
بچهٔ اول خواهرم، آن را هم با خودم می‌برم.
لبخند آخر مادربزرگم، آن را هم با خودم می‌برم.
زندگی زیبایی‌ست. این را هم به‌خاطر من به خاطر بسپار.

## جدول‌ها
| جدول (۲۰۲۳)                                         | بالاترین جایگاه |
| --------------------------------------------------- | --------------- |
| تک‌آهنگ‌های برتر نیوزیلند (RMNZ)                      | ۳۵              |
| ترانه‌های داغ راک و آلترناتیو ایالات متحده (بیلبورد) | ۳۱              |